# Newpower Soul
Newpower Soul es un álbum de estudio de Prince y The New Power Generation, lanzado en 1998 por el sello NPG. A pesar de contar con una fuerte promoción, el álbum obtuvo pobres ventas y críticas diversas por parte de la prensa especializada. La canción "Come On" fue lanzada como sencillo, con Chaka Khan como vocalista invitada.

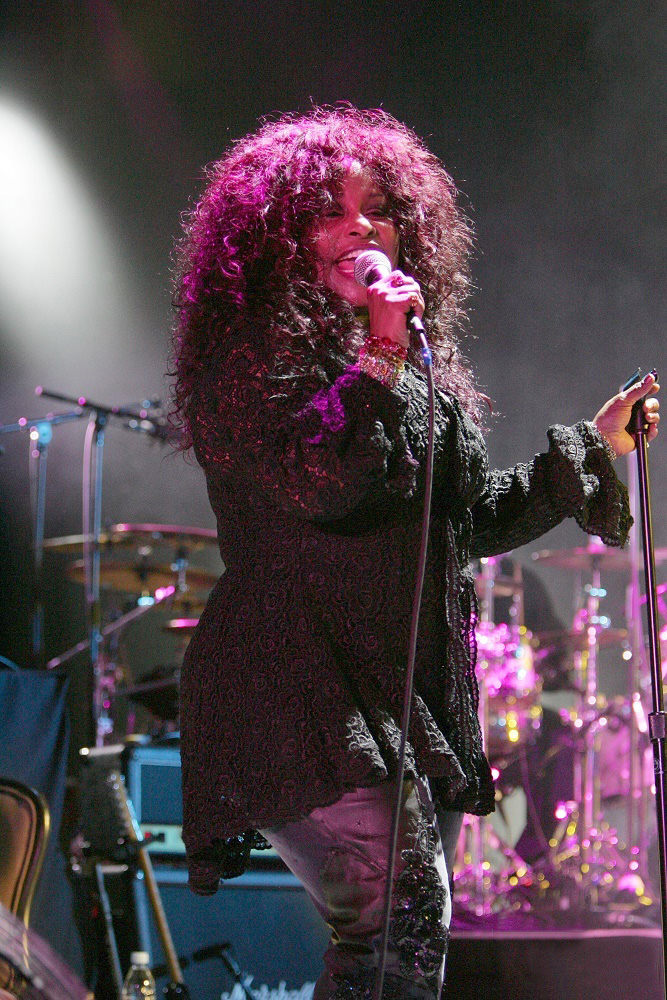
Chaka Khan, cantante invitada a la grabación del álbum.

## Lista de canciones
1. "Newpower Soul"
2. "Mad Sex"
3. "Until U're in My Arms Again"
4. "When U Love Somebody"
5. "Shoo-Bed-Ooh"
6. "Push It Up"
7. "Freaks on This Side"
8. "Come On"
9. "The One"
10. "(I Like) Funky Music"
11. "Wasted Kisses" – pista oculta.

## Sencillos
- "Come On"

1. "Come On" (Doug E. Fresh Mix)
2. "Come On" (Remix)
3. "Come On" (Album Edit)
4. "Come On" (Hypermix)
5. "Come On" (Latenitemix)
6. "Come On" (A cappella)
7. "The One" (Remix)